# Léon Lacabane
Jean Léon Lacabane est un historien, bibliothécaire et paléographe français né le 21 novembre 1798 à Fons (Lot) et mort le 24 décembre 1884 à son domicile dans le 2e arrondissement de Paris.

## Biographie
Fils du notaire de Fons, Léon Lacabane étudie à Figeac puis monte faire son droit à Paris, où il étudie finalement l'histoire à l'École royale des chartes (1821). D'abord secrétaire du directeur de l’agriculture et des haras, au ministère de l’Intérieur, il entre à la bibliothèque royale en 1829. Il y fait toute sa carrière, prenant sa retraite en 1871. Il contribue à ouvrir les ressources aux chercheurs et parvient à conserver à la bibliothèque le Cabinet des titres, réclamé par les Archives impériales.
Il est parallèlement professeur de paléographie à l'École des chartes (1846), qu'il dirige de 1857 à 1871.